# Alexandre de Gamboa Loureiro
Alexandre de Gamboa Loureiro (Lisboa, 26 de agosto de 1770 — 1839?) foi um magistrado judicial, juiz em várias comarcas dos Açores, desembargador da Relação e Casa do Porto e presidente da Relação de Lisboa, que se destacou durante a primeira fase da implantação do liberalismo nos Açores.

## Biografia
Nasceu em Lisboa, filho do dr. Agostinho José Loureiro, natural de Tondela, formado em Direito e magistrado, e de Maria Luísa Coutinho Gamboa. Sua mãe era natural de Cascais, proprietária do ofício de escrivão da Câmara e da almotaçaria daquela vila, que ele herdou em 1820. Era também proprietária de uma quinta em São João do Estoril, que ficaria conhecida por Quinta do Carreira.
Pretendendo seguir a carreira paterna, em 1785 matriculou-se no curso de Direito da Universidade de Coimbra, obtendo o grau de bacharel em 1791, concluindo a formatura no ano seguinte.
Ingressou na magistratura em 1793, na leitura de bacharéis desse ano, e obteve nomeação no cargo de juiz-de-fora da ilha de Santa Maria, nos Açores, cargo onde permaneceu de 8 de outubro de 1794 a 12 de setembro de 1800. Neste último ano obteve transferência a 16 de Agosto de 1803 para o lugar de juiz de fora da comarca de Vila Franca do Campo, na ilha de São Miguel, onde permaneceu até obter transferência para a cidade de Angra.
Em Angra exerceu as funções de juiz de fora de 6 de setembro de 1814 a 19 de junho de 1819, transitando nesta última data para as funções de desembargador vogal da Junta de Justiça que funcionava na dependência da Capitania Geral dos Açores.
Durante a sua permanência na capital açoriana, conviveu com alguns dos implicados na Setembrizada que ali estavam desterrados desde 1810, quando chegaram a bordo da fragata Amazona. Ente este desterrados estavam várias personalidades de relevo na via intelectual portuguesa, de pendor liberal, a cujo ideário aderiu, passando a participar nas reuniões de uma sociedade patriótica de cariz maçónico (a Sociedade Patriótica Génio Constitucional) que reunia esses exilados e que foi importante veículo na divulgação das ideias do liberalismo.
Quando chegaram a Angra as notícias da Revolução Liberal do Porto, e em particular o conhecimento da revolta liberal de 1 de março de 1821 em Ponta Delgada, fez parte do grupo de liberais, que também incluía o seu sucessor no cargo de juiz de fora, Eugénio Mascarenhas Grade. A 2 de abril de 1821 participou num levantamento com apoio militar que visava depor o capitão general, Francisco de Borja Garção Stockler, repor no poder o anterior capitão general, Francisco António de Araújo, e proclamar a adesão da capitania aos princípios da Cortes Gerais e Extraordinárias da Nação Portuguesa que reuniam em Lisboa. O golpe, depois de uma vitória inicial, gorou-se e acabou na morte de Araújo, espingardeado pela tropa.
Vitoriosa a contra-revolução, foi preso e expulso dos Açores. Em Lisboa publicou um folheto anónimo onde relata os acontecimentos passados em Angra nessa falhada instalação de um governo constitucional, obra que desencadeou uma polémica com Garção Stockler e seu filho António Nicolau de Moura Stockler.
Foi desembargador da Relação e Casa do Porto, nomeado por carta de 27 de maio de 1825.
Foi nomeado juiz do Tribunal da Relação de Lisboa por carta de 20 de março de 1834. Foi o 3.º presidente o Tribunal da Relação de Lisboa, lugar para que foi nomeado a 19 de junho de 1838. A 6 de agosto de 1839, já não exercia essas funções pois nesta data o desembargador António de Azevedo Melo e Carvalho foi nomeado presidente da Relação de Lisboa.
Feito conselheiro por carta de título de Conselho de 8 de agosto de 1838. Recebeu alvará de fidalgo da Casa Real por carta régia de 17 de janeiro de 1839.

## Obras publicadas
- Notícia resumida dos acontecimentos da ilha Terceira na installação do seu governo constitucional, na contra-regeneração; nos martirios e despotismos praticados pelo ex-general Stockler. Lisboa, Officina de António Rodrigues Galhardo, 1821.